# 湘潭经济技术开发区
湘潭经济技术开发区，又称九华示范区、九华经济区、九华开发区，包含湖南省批准设立的台商投资区。2011年升级为国家级经济技术开发区，并定名湘潭经济技术开发区。为湘潭市的两个国家级开发区之一，以及湘潭市建设中的城市新区，机械制造中心、物流中心与科教中心。
2003年11月6日湘潭县以九华经济区的名义创建，2007年长株潭城市群全国资源节约型和环境友好型社会建设综合配套改革试验区成立后，2008年九华成为“两型社会”示范区之一，并改称九华示范区，直属湘潭市。现管辖湘潭市雨湖区响水乡全境（响水乡2009年之前隶属于湘潭县，之后成建制划归雨湖区管辖，交九华示范区托管），面积138平方公里，总人口13.2万人，北邻长沙市岳麓区，东邻湘潭市岳塘区，南邻湘潭市雨湖区长城乡、先锋街道、万楼街道，西邻雨湖区姜畲镇。
区内交通便捷，濒临湘江，建有九华中心港区，国家高速G60沪昆高速公路、湘高速S41长潭西线高速公路、湘高速S61京港澳高速公路复线湖南段通过，沪昆高速铁路在区内设湘潭北站。
2010年，园区技工贸总收入180亿元，工业总产值161亿元，财政收入7亿元，入园企业200多家，建成投产98家，包括法国佛吉亚、美国塔奥、韩国三星、日本美达王、日本原弘产、台湾联电、中国五矿、中国华电、吉利控股集团、中冶京诚、红星美凯龙、中国兴业太阳能等世界500强在内的大型企业。